# کتاب‌شناسی مصطفی ملکیان
سیاههٔ نوشته‌های مصطفی ملکیان (۱۳۳۵)، در اینجا به ترتیبِ تاریخِ نگارش و نیز به تفکیکِ گونه، اعم از تألیف و ترجمه و ویرایش، شاملِ ده‌ها کتاب و چندصد نوشتهٔ کوتاه‌تر است.